# Otakar Kamper
Otakar Kamper(psán také Ottokar 19. srpna 1878 Karlín – 30. června 1942 Kobyliská střelnice – popraven za heydrichiády) byl český muzikolog, a hudební historik, povoláním bankovní úředník. Byl bratrem Jaroslava Kampera.

## Život
Pocházel z rodiny Karla Kampera, pražského obchodníka s uhlím, a jeho manželky Josefy, rozené Leiderové. Narodil se v Karlíně jako prostřední ze tří synů, nejstarší byl publicista Jaroslav Kamper. Po ukončení studia nižšího gymnázia se Otakar Kamper stal studentem (1893–1896) Českoslovanské obchodní akademie, kde byl jeho učitelem angličtiny Josef Václav Sládek. Po absolvování akademie se asi roku 1898 stal akcesistou v První pražské zastavárně. Později byl úředníkem v České bance Union, zároveň se intenzivně věnoval svému zájmu o hudbu a hudební historii. Odborně katalogizoval Křižovnický hudební archiv v Praze, který představuje mimořádně cenný a zachovalý fond k hudební kultuře barokní Prahy i k dějinám chrámové hudby v 17.–20. století. Jeho práce skončila v roce 1942, kdy byl křižovnický konvent přepaden a zabrán jako sídlo gestapa. Otakar Kamper, v té době rada Hypoteční banky, byl téhož roku spolu se svou manželkou Růženou Kamperovou roz. Stuchlou popraven.
Věnoval se pramennému výzkumu české hudby zejména 18. století, kde se soustředil zejména na dějiny opery, oratoria a chrámové hudby. Některé jeho pramenné práce (zejména kniha věnovaná F. X. Briximu), založené na poznatcích z křižovnického archivu, měly značný význam. Publikoval také životopisné statě např. o Robertu Führerovi, Františku Škroupovi, Janu Ladislavovi Dusíkovi. Některé Führerovy mše upravil pro liturgické účely, psal také do Ottova slovníku naučného.

## Dílo
- Seznam děl v Souborném katalogu ČR, jejichž autorem nebo tématem je Otakar Kamper
- Fr. X. Brixy. K dějinám českého baroku hudebního (Praha, Mojmír Urbánek 1926);
- Pražský hudební archiv (in: Kniha památní na 700leté založení českých křižovníků, Praha 1933);
- Hudební Praha v XVIII. věku (Praha, Melantrich 1936).